# Dorstenia variifolia
Dorstenia variifolia är en mullbärsväxtart som beskrevs av Adolf Engler. Dorstenia variifolia ingår i släktet Dorstenia och familjen mullbärsväxter. Inga underarter finns listade i Catalogue of Life.